# الحكم الفرنسي في الجزر الأيونية (1979 - 1799)
استمرت الفترة الأولى من الحكم الفرنسي في الجزر الأيونية منذ يونيو 1797 وحتى مارس 1799. بعد سقوط جمهورية البندقية في مايو من العام 1797، احتل الفرنسيون الجزر الأيونية التي كانت مملوكة من البندقية. أسس الفرنسيون نظامًا ديمقراطيًا جديدًا، وبعد معاهدة كامبو فورميو، ضموا الجزر إلى فرنسا، وشكلوا المقاطعات الثلاث كورسيري (كورفو) وإيثاكا (إيثاكا) ومير إيجي (بحر إيجه).
بدأ الحكم الفرنسي، الذي كان مرحبًا به على نطاق واسع بداية، بزيادة تصرفاته القمعية تجاه سكان الجزر، وأثار عداوة الإمبراطورية العثمانية والإمبراطورية الروسية. في عام 1798، انطلقت حملة روسية عثمانية مشتركة ضد الجزر، حملة بلغت ذروتها في حصار كورفو الذي دام أربعة أشهر. كان سقوطها في مارس من العام 1799 إيذانًا بنهاية الحكم الفرنسي، فأعيد تنظيم الجزر لتكون محمية روسية عثمانية لجمهورية الجزر السبع. ضُمت الجزر مرة أخرى إلى فرنسا في عام 1807 بعد معاهدة تيلسيت، لكنها احتفظت بالعديد من مؤسسات الجمهورية السبعية. طرد البريطانيون الفرنسيين من معظم الجزر في 1809-1810. وحدها كورفو قاومت حتى عام 1814. في عام 1815، أسس البريطانيون الولايات المتحدة للجزر الأيونية.

## خلفية
في نهاية القرن الثامن عشر، كانت الجزر الأيونية (كورفو وزاكينثوس وسيفالونيا وليفكادا وإيثاكا وكيثيرا) بالإضافة إلى مجموعة من المستوطنات في البر الرئيسي لأبيروت، وهي المدن الساحلية بارغا وبريفيزا وفونيتسا وبوترينت، المستعمرات الخارجية الوحيدة المتبقية في الشرق لجمهورية البندقية القوية.
في ظل حكم البندقية، قُسّم مجتمع الجزر الأيونية إلى ثلاث طبقات مشابهة لتلك الموجودة في البندقية: طبقة النبلاء والطبقة الوسطى الحضرية وعامة الشعب. كانت العائلات النبيلة، التي تمتعت بجنسية البندقية كاملة الامتيازات، على قمة الهرم، وقدمت منها أعضاء المجلس الحاكم عن كل جزيرة. اقتصرت هذه المجموعة في الأصل على عائلات المستوطنين الإيطاليين، لتشمتمل من القرن السادس عشر عائلات يونانية. كما هو الحال في البندقية، كان لدى كل من كورفو وسيفالونيا وزاكينثوس كتاب)أرشيف) «ليبرو دي أورو»، سُجّلت فيه العائلات الأرستقراطية. اختلفت طبيعة تلك العائلات من جزيرة إلى أخرى: في جزيرة كورفو، اضطروا للإقامة في مدينة كورفو، تمامًا كما هي الحال في كيثيرا وزاكينثوس حيث أقاموا غالبًا في العاصمة، بينما استمروا ريفيين في سيفالونيا، أما في ليفكادا، فلم يكن هناك تمييز واضح. استندت قوة النبلاء إلى ملكية الأرض، سخروا من النشاط التجاري  تاركين غياه لأهالي المدن. نتيجة لذلك، جمع الأخيرون (سكان المدن) ثروات وامتلكوا الأراضي. تحدى سكان المدن بدورهم ادعاء النبلاء باحتكار السلطة المحلية وتطلعوا للانضمام إلى الطبقة الحاكمة، بينما كان الفلاحون مهمشين سياسيًا إلى حد كبير.
بقيت سلطات البندقية في موقع الوسيط، ولكن كان لا يزال يتعين عليها الاعتراف بقوة العائلات النبيلة، التي غالبًا ما كانت لها قوانينها التي تطبقها بنفسها على نفسها، كما كان بإمكانها إنشاء فيالق عسكرية خاصة بها. على الرغم من رضى النبلاء بما أعطي لهم من صلاحيات وخاصة صلاحية تسوية نزاعاتهم الخاصة وتصفيتها كما درتهم على التآمر بعضهم ضد بعض، إلا إنهم تمكنوا أيضًا من التضافر ضد سلطات البندقية عندما شعروا أن مصالحهم مهددة. كانت سلطة البندقية ضعيفة في المدن، وكاتن شبه معدومة في الريف، لدرجة أنه في الكثير من الاحيان، كان يُجبر المسؤول البندقي الذي يغامر بالذهاب إلى البلاد لاعتقال بعض الخارجين على القانون، على العودة مذلولًا. يعتبر الدين من السمات المميزة الأخرى التي فرّقت بين الحكام والمحكومين، حيث كانت الكاثوليكية الرومانية ديانة البندقية الرسمية، بينما عارضتها الهوية الأرثوذكسية اليونانية للشعب. شكّلت الأورثودوكسية خلال القرن الثامن عشر رابطًا لقوة أوروبية صاعدة، هي الإمبراطورية الروسية. ظهر تيار موالٍ لروسيا، ودخل العديد من سكان الجزر الخدمة الروسية، خاصة خلال «المشروع اليوناني» لكاترين العظمى، كما شاركوا في محاولات إشعال انتفاضة يونانية ضد الحكم العثماني، مثل ثورة أورلوف أو غارات لامبروس كاتسونيس. لكن دعم نظام البندقية كان ما يزال واسع الانتشار، لدرجة أنه عندما وصل كارلو أوريليو ويدمان عام 1795، حصل على مساعدة المجتمعات المحلية وقيادة النبلاء والمجتمع اليهودي في كورفو إضافة لرجال الدين الأرثوذكس والكاثوليك، لجمع الأموال اللازمة لتسديد التكاليف الإدارية.
عندما اندلعت الحروب الثورية الفرنسية في شمال إيطاليا، اهتزت البندقية حتى الصميم: أدى انتشار مُثُل اليعاقبة الراديكالية بين رعاياها وعداء الجيوش الفرنسية المنتصرة الصريح للجمهورية الأرستقراطية القديمة، إضافة إلى سووء حال مالية البندقية وجيشها، أدوا جميعًا إلى تآكل حكم البندقية في مستعمراتها في البر الرئيسي تدريجيًا، وفي نهاية المطاف إلى سقوط جمهورية البندقية في يد نابليون بونابرت في مايو من العام 1797. في الجزر الأيونية، دفعت أنباء التقدم الفرنسي إلى لومباردي في عام 1796 ويدمان إلى اتخاذ إجراءات غير عادية لتعزيز الدفاع عن الجزر، وقد وصل به الأمر لاستثمار ثروته الخاصة من أجل هذه القضية. كان العملاء الفرنسيون نشطين بالفعل في الجزر، وكان أبرزهم القنصل الفرنسي في زاكينثوس، التاجر قسطنطين جايز، الذي لم يكتف بإثارة المشاعر المناهضة لمدينة البندقية فحسب، بل كان يشتبه في قيامه بتدبير عملية إحراق قنصليته في 29 أكتوبر، وهو حدث استخدمه نابليون بونابارت ذريعة لإعلان الحرب على البندقية. وصلت شائعات حول الإلغاء الذاتي لمجلس البندقية الكبير في 12 مايو بسرعة إلى الجزر. بينما وجّه غايز العناصر المؤيدة للفرنسيين (الكارمانيولوي) حولل معنى مفاهيم مثل «الحرية» و«المساواة»، حشد العديد من النبلاء ضدهم، داعين إلى قتل كل من يتعاطف مع الفرنسيين. على الرغم من هذا التحريض، حوفظ على النظام، وقوبلت الأخبار المؤكدة عن التغيير السياسي في المدينة بالهدوء وضبط النفس.

## الاحتلال الروسي العثماني للجزر الأيونية
أدى الغزو الفرنسي لمصر إلى زعزعة ميزان القوى في الشرق، وتسبب في حدوث تقارب بين العثمانيين والإمبراطورية الروسية، اللذان عقدا تحالفًا في يوليو 1798 (على الرغم من تأجيل المعاهدة الرسمية حتى يناير من العام 1799). عندما أبحر الأسطول الروسي العثماني المشترك إلى الجزر الأيونية، أرسل البطريرك المسكوني للقسطنطينية، غريغوري الخامس، رسالة إلى رجال الدين وسكان الجزر، أدان فيها الفرنسيين الكفار غير لمؤمنين، وحث السكان على طردهم، مؤكدًا أن الباب العالي سيسمح لهم باختيار شكل الحكم الخاص بهم، على غرار جمهورية راغوزا. تكررت التأكيدات نفسها في بيان أصدره رئيس الأسطول الروسي، فيودور أوشاكوف، الذي أكد أيضًا أن الأساطيل المشتركة تعمل لتحرير سكان الجزر من «الفرنسيين الوثنيين».